# Mi gran boda griega 3
Mi gran boda griega 3 (título original en inglés: My Big Fat Greek Wedding 3) es una película de comedia romántica estadounidense de 2023 escrita y dirigida por Nia Vardalos. La tercera entrega de la franquicia Mi gran boda griega, la película está protagonizada por Vardalos, John Corbett, Louis Mandylor, Elena Kampouris, Gia Carides, Joey Fatone, Lainie Kazan y Andrea Martin. Es la primera entrega que no está protagonizada por Michael Constantine (quien murió en 2021) y Bess Meisler. El rodaje tuvo lugar en Atenas, Grecia, del 22 de junio al 10 de agosto de 2022.
La película fue estrenada en Estados Unidos el 8 de septiembre de 2023 por Focus Features.

## Premisa
La película sigue a la familia Portokalos en un viaje a Grecia para una reunión familiar tras la muerte de Gus.

## Reparto
- Nia Vardalos como Fotoula "Toula" Portokalos
- John Corbett como Ian Miller
- Louis Mandylor como Nick Portokalos
- Elena Kampouris como Paris Miller
- Lainie Kazan como Maria Portokalos
- Andrea Martin como Theia Voula
- Gia Carides como Prima Nikki
- Joey Fatone como Primo Angelo
- Maria Vacratsis como Theia Freida
- Elias Kacavas como Aristotle
- Gerry Mendicino como Uncle Taki
- Melina Kotselou como Victory[6]

## Producción

### Desarrollo
A finales de junio de 2016, Nia Vardalos insinuó la posibilidad de una tercera película, diciendo que tenía una idea para la trama, aunque no se había escrito nada. En abril de 2021, se informó que My Big Fat Greek Wedding 3 estaba en desarrollo como una película independiente, escrita por Vardalos, quien también retomará su papel de coprotagonista. Como película independiente, el estudio no pudo conseguir un seguro para comenzar a filmar en medio de la pandemia de COVID-19 en 2021. En octubre de 2021, Vardalos confirmó que el guion de la tercera película estaba terminado y que se trataría de otra boda griega. En junio de 2022, se informó que Vardalos actuaría como director de la tercera película.

### Rodaje
El rodaje comenzó en Atenas, Grecia, el 22 de junio de 2022. Gran parte de la película se rodó en Corfú del 5 de julio al 3 de agosto de 2022. El 10 de agosto de 2022 finalizó oficialmente el rodaje.

## Estreno
My Big Fat Greek Wedding 3 fue estrenada por Focus Features en los Estados Unidos el 8 de septiembre de 2023.

## Recepción
My Big Fat Greek Wedding 3 recibió reseñas generalmente negativas de parte de la crítica y de la audiencia. En el sitio web agregador de reseñas Rotten Tomatoes, la película posee una aprobación de 29%, basada en 94 reseñas, con una calificación de 4.4/10 y un consenso crítico que dice "Amable y alegre, aunque a menudo poco divertida, My Big Fat Greek Wedding 3 repite mucho de lo que al público le encantó la primera vez, pero sufre rendimientos decrecientes". De parte de la audiencia tiene una aprobación de 61%, basada en más de 1000 votos, con una calificación de 3.5/5.
El sitio web Metacritic le dio a la película una puntuación de 35 de 100, basada en 26 reseñas, indicando "reseñas generalmente desfavorables". Las audiencias encuestadas por CinemaScore le otorgaron a la película una "B" en una escala de A+ a F, mientras que en el sitio IMDb los usuarios le asignaron una calificación de 5.2/10, sobre la base de más de más de 6000 votos. En la página web FilmAffinity la película tiene una calificación de 3.8/10, basada en 36 votos.